# Psihoză

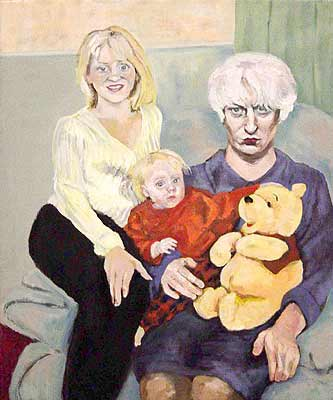
Psihoză 2
pictură de Jane Kelly

Psihoză (din greacă ψυχή "psyche", minte/suflet, și -ωσις "-osis", stare anormală) este  un termen medical folosit pentru a descrie starea mentală în care gândirea și percepția sunt grav afectate. 
Persoanele care trăiesc un episod psihotic pot avea halucinații, credințe iluzorii de durată (ex: iluzii paranoide sau grandomanii), schimbări în structura de personalitate și manifestări de gândire dezorganizată. Este adesea acompaniată de non-înțelegerea comportamentului propriu (acum cu o natură bizară), dificultăți în interacțiunea socială și dificultăți în executarea activităților cotidiene. Un episod psihotic este adesea descris ca implicând o „pierdere a contactului cu realitatea”. Dicționarul The American Heritage Stedman's Medical Dictionary definește psihoza ca „O tulburare mentală gravă, cu sau fără deteriorări organice, caracterizată prin dezorganizarea personalității, pierderea contactului cu realitatea și care cauzează deteriorarea funcționării normale sociale.” 

## Clasificare
Psihoza este considerată de către majoritatea psihiatrilor un simptom al unei maladii mentale grave, dar nu este un diagnostic în sine. Deși nu este în mod exclusiv legată de o stare fiziologică sau psihologică, este în special asociată cu schizofrenia, tulburarea bipolară (maniaco-depresia) și cu depresia clinică gravă. Există de asemenea patologii fizice detectabile care pot induce o stare psihotică, incluzând leziuni cerebrale sau alte afecțiuni neurologice, intoxicații cu droguri și substanțe post-intoxicații (în special alcool, barbiturice și uneori benzodiazepine), lupus, afecțiuni electrolitice cum ar fi hipocalcemia,  hipernatremia, hiponatremia, hipocalemia, hipomagnesemia, hipermagnesemia, hipercalcemia, și hipofosfatemia. 
Termenul psihoză ar trebui diferențiat de conceptul de nebunie, termenul legal care denotă că o persoană nu ar trebui să fie responsabilă penal pentru faptele sale. De asemenea, ar trebui să fie diferențiat de psihopatie, o tulburare de personalitate adesea asociată cu violența, lipsa de empatie și comportament social manipulativ. În ciuda faptului că amândouă sunt abreviate în limbajul curent ca "psiho", psihoza seamănă destul de puțin cu caracteristicile centrale ale psihopatiei, în mod particular cu privire la violență, care se întâmplă destul de rar în psihoză, și percepție denaturată a realității, care se întâmplă destul de rar în psihopatie. 
De asemenea, psihoza, ar trebui să fie distinsă de starea de delir, în care, un individ psihotic, ar putea fi în stare să execute anumite acțiuni care necesită un nivel ridicat intelectual, dacă ar avea conștiința clară. În ultimul rând, ar trebui să fie distinsă de boala mentală în general. Psihoza poate fi privită ca un simptom al altor tulburări mentale, dar, ca și concept descriptiv, nu este considerată ca o boală în întregul sens al cuvântului. De exemplu, persoane cu schizofrenie pot avea perioade lungi fără psihoze, și persoane cu tulburare bipolară și depresie pot avea simptome de stări fără psihoză. Dimpotrivă, psihoza poate avea loc la persoane fără boli mentale cronice, ca rezultat la o reacție adversă la droguri sau stres extrem.

## Cauze
Psihoza poate fi o caracteristică a mai multor boli, adesea atunci când creierul sau sistemul nervos este afectat direct. Totuși, faptul că psihoza poate apărea ocazional în paralel cu niște maladii (incluzând boli cum ar fi gripa sau oreionul, de exemplu) sugerează că o varietate de factori de stres ai sistemului nervos pot duce la o reacție psihotică. Psihoza rezultată din condiții non-psihiatrice este uneori cunoscută drept „psihoză secundară”. Mecanismele prin care aceasta se întâmplă nu sunt încă clare, dar non-specificitatea psihozei i-a făcut pe Tsuang și pe colegii săi să argumenteze că „psihoza este 'febra' tulburării mentale — un indicator serios dar nonspecific.”
Condițiile non-psihiatrice care sunt în mod special legate de psihoză includ tumoarea cerebrală, demența “Lewy bodies”, hipoglicemia, intoxicațiile, scleroza multiplă, Systemic Lupus Erythematosus, sarcoidoza, oreionul, SIDA, malaria și lepra. 
Stresul psihologic este de asemenea cunoscut drept un declanșator al stărilor psihotice. Atât amintirea unor incidente traumatice experimentate pe toată durata vieții, cât și experiența recentă a unui eveniment stresant, pot contribui la dezvoltarea unei psihoze. Psihozele de scurtă durată declanșate de stres sunt cunoscute drept „psihoze reactive scurte”, așa că pacienții își pot reveni în mod spontan la funcționarea normală în mai puțin de două săptămâni. În unele cazuri rare, indivizii pot rămâne într-o stare avansată de psihoză pentru mai mulți ani, sau pot să aibă simptome psihotice atenuate (cum ar fi halucinații de intensitate scăzută) prezente tot timpul.
Intoxicația cu droguri, care are efecte depresante generale asupra sistemului nervos central (în special alcool și barbiturice) tinde să nu cauzeze psihoze în timpul folosirii, și pot de fapt să micșoreze sau să scadă impactul simptomelor la unii oameni. Totuși, stoparea consumului de alcool și barbiturice poate fi periculoasă, conducând la psihoze sau delir și la alte, potențial letale, efecte ale stopării.
Deprivarea de somn poate fi legată de psihoză, deși sunt puține dovezi care sugerează că este un factor de risc major la majoritatea oamenilor. Unii oameni trăiesc halucinații hipnagogice sau hipnopompice, unde trăirile senzoriale neobișnuite sau gândurile apar în timpul trezirii sau în timpul adormirii. Totuși, acestea sunt fenomene normale ale somnului, și nu sunt considerate semne ale psihozelor. 

## Semne și simptome
Un episod psihotic poate fi în mod semnificativ afectat de către starea sufletească. De exemplu, oamenii care trăiesc un episod psihotic în contextul unei depresii pot încerca manii persecutorii sau de auto-învinovățire sau halucinații, în timp ce oamenii care trăiesc un episod psihotic în contextul unei manii își pot forma grandomanii sau pot avea experiențe de semnificație adâncă religioasă. 

### Halucinații
Halucinațiile sunt definite ca percepții senzoriale în absența unor stimuli externi. Se diferă de iluzii, sau distorsiuni perceptuale, care sunt percepții eronate ale stimulilor externi. Halucinațiile pot avea loc în oricare dintre cele 5 simțuri și pot lua aproape orice formă, de la senzații simple (cum ar fi lumini, culori, gusturi, mirosuri) la experiențe mai însemnate cum ar fi vederea și interacțiunea cu animale și oameni, auzirea unor voci și senzații tactile complexe.

### Iluzii și paranoia
Psihoza poate implica credințe iluzorii sau paranoide. Karl Jaspers a clasificat iluziile psihotice în tipuri primare și secundare. Iluziile primare sunt definite ca apărând pe neașteptate și nefiind comprehensibile în termeni de procese mentale normale, pe când iluziile secundare pot fi înțelese ca fiind influențate de către fondul persoanei sau al situației curente (ex. discriminare etnică or sexuală, credințe religioase, credințe superstițioase).

### Tulburări de gândire
Tulburările de gândire formale descriu un deranjament general al gândurilor conștiente și sunt clasificate în funcție de efectele pe care le au asupra vorbirii și a scrisului. Persoanele afectate pot arăta presiune în dialog (vorbire neîncetată și rapidă), zbor sau deraiere a ideilor (terminarea subiectului la jumătatea lui sau inadecvat), blocare a gândirii sau pot construi uneori rime sau calambururi.

### Anosognozie
O caracteristică importantă și enigmatică a psihozei este anosognozia . Chiar și în cazul unei psihoze acute, suferinzii pot fi complet inconștienți că halucinațiile lor vivide și iluziile lor imposibile sunt de fapt nereale. Totuși, acest lucru nu este absolut; acest simptom poate varia în funcție de indivizi și în funcție de durata episodului psihotic.

## Tratament
Tratamentul psihozei depinde adeseori de asocierea cu diagnoza care se crede că e prezentă (cum ar fi schizofrenia sau tulburarea bipolară). Totuși, tratamentul principal pentru simptomele psihotice este de obicei medicamentația antipsihotică, și în unele cazuri spitalizarea. S-a dovedit că terapia cognitivă comportamentală și terapia familială pot fi efective în managementul simptomelor psihotice. Atunci când alte tratamente pentru psihoză sunt neeficiente, terapia electroconvulsivă (ECT) (sau tratamentul cu șocuri) este utilizată uneori pentru a ușura simptomele generale ale psihozei, cum ar fi depresia sau schizofrenia. Există de asemenea cercetări în desfășurare  care sugerează că terapia asistată de animale poate contribui la îmbunătățirea generală a stării pacienților schizofrenici. 

## Istorie
Cuvântul psihoză a fost folosit pentru prima dată de Ernst von Feuchtersleben, în anul 1845, ca o alternativă pentru demență și manie, având rădăcinile de la cuvântul psyche („minte”) și -osis („condiție anormală” sau „boală”). Termenul a fost folosit pentru a se distinge tulburările care se credeau a fi ale minții, fiind opus nevrozei, despre care se credea că provine dintr-o afecțiune a sistemului nervos.
Diviziunea psihozelor majore în psihoză maniaco-depresivă (numită acum „tulburare bipolară”) și demență praecox (numită acum schizofrenie) a fost făcută de Emil Kraepelin. El a încercat să creeze o sinteză a variatelor tulburări mentale identificate în secolul al XIX-lea de către psihiatrii acelor vremuri, prin gruparea împreună a afecțiunilor, bazându-se pe clasificarea simptomelor comune. Kraepelin a folosit termenul de „psihoză maniaco-depresivă” pentru a descrie întregul spectru al tulburărilor de stări sufletești, într-un sens mult mai larg decât este folosit în ziua de azi. În clasificarea lui Kraepelin, acesta ar include depresia clinică 'unipolară', ca și tulburarea bipolară și alte tulburări de dispoziție, cum ar fi ciclotimia. Acestea sunt caracterizate de probleme cu controlul dispoziției și de faptul că episoadele psihotice apar asociate cu tulburări de stare, iar pacienții vor avea perioade frecvente de funcționare normală între episoadele psihotice, chiar și fără medicamentație. Schizofrenia se caracterizează prin episoade psihotice care par să nu aibă nici o legătură cu tulburările de stare, și majoritatea pacienților non-medicamentați vor arăta semne de neliniște între episoadele psihotice.

### Experiențe personale
- Philip K. Dick (1981) VALIS. London: Gollancz. [Semi-autobiographical] ISBN 0-679-73446-5
- Hinshaw, S.P. (2002) The Years of Silence are Past: My Father's Life with Bipolar Disorder. Cambridge: Cambridge University Press.
- Kay Redfield Jamison (1995) An Unquiet Mind: A Memoir of Moods and Madness. London: Picador.
 ISBN 0-679-76330-9
- Daniel Paul Schreber (2000) Memoirs of My Nervous Illness. New York: New York Review of Books. ISBN 0-940322-20-X
- McLean, R (2003) Recovered Not Cured: A Journey Through Schizophrenia. Allen & Unwin. Australia. ISBN 1-86508-974-5
- The Eden Express de Mark Vonnegut
- James Tilly Matthews
- Saks, Elyn R. (2007) The Center Cannot Hold—My Journey Through Madness. New York: Hyperion. ISBN 978-1-4013-0138-5